# 京德雷什蒂鄉
44°39′0″N 28°2′0″E / 44.65000°N 28.03333°E
京德雷什蒂鄉（羅馬尼亞語：Comuna Ghindărești, Constanța），是羅馬尼亞的鄉份，位於該國西南部，由康斯坦察縣負責管轄，面積15平方公里，2007年人口2,747，人口密度每平方公里188人。